# 대한민국의 국가등록문화유산 (2010년대 전반)
대한민국의 국가등록문화유산(大韓民國 國家登錄文化遺産, 이전 명칭: 국가등록문화재)은 국가유산청장장이 국가유산위원회의 심의를 거쳐 국가지정문화유산가 아닌 문화유산 중에서 보존과 활용을 위한 조치가 특별히 필요하여 등록한 문화유산이다. 특히 일제 강점기 이후 근대에 생성·건축된 유물 및 유적이 중점적으로 등재되어 있다.

## 지정 목록

### 2010년 지정
| 번호  | 사진 | 명칭 | 소재지                                                       | 관리자 (단체)        | 지정일                                                   | 참조 |
| 455호 |      | 고양 행주성당 (高陽 幸州聖堂) (Haengju Catholic Church, Goyang) | 경기 고양시 덕양구 행주산성로144번길 50 (행주외동)           | .                    | 2010년 2월 19일 지정                                     |      |
| 456호 |      | 동해 구 삼척개발 사택과 합숙소 (東海 舊 三陟開發 舍宅과 合宿所) (Employee Residence of Former Samcheok Development, Inc., Donghae)                                  | 강원 동해시 숫골길 86, 외 6필지 (용정동)                     | .                    | 2010년 2월 19일 지정                                     |      |
| 457호 |      | 강릉 임당동성당 (江陵 林塘洞聖堂) (Imdang-dong Catholic Church, Gangneung)                                                                                          | 강원 강릉시 임영로 148 (임당동)                              | (재)춘천교구천주교회 | 2010년 2월 19일 지정                                     |      |
| 458호 |      | 진관사 소장 독립신문류 (津寬寺 所藏 獨立新聞類) (Taegeukgi, Newspaper, and Other Relics at Jingwansa Temple)                                                        | 서울 은평구 진관동 354 (진관사)                              | .                    | 2010년 2월 25일 지정 2021년 10월 25일 일부 해제 (태극기) |      |
| 459호 |      | 면제갑옷 (綿製甲옷) (Cotton Armor) | 서울 용산구 서빙고로 137, 국립중앙박물관 (용산동6가)         | .                    | 2010년 6월 25일 지정                                     |      |
| 460호 |      | 한국광복군 군복 (韓國光復軍 軍服) (Uniform of the Korean Liberation Army)                                                                                           | 서울 노원구 공릉동 산230-30 육군박물관                       | .                    | 2010년 6월 25일 지정                                     |      |
| 461호 |      | 대한민국 육군기 (大韓民國 陸軍旗) (Flag of the Republic of Korea Army)                                                                                              | 서울 노원구 공릉동 산230-30 육군박물관                       | .                    | 2010년 6월 25일 지정                                     |      |
| 462호 |      | 대한민국 최초 항공기(L-4 연락기) (大韓民國 最初 航空機(L-4 連絡機)) (The First Aircraft of the Republic of Korea (Liaison Aircraft L-4))                            | 충북 청원군 남일면 쌍수리 136 공군박물관                     | .                    | 2010년 6월 25일 지정                                     |      |
| 463호 |      | 백두산함 돛대 (白頭山艦 돛대) (Mast of the Navy Battleship Baekdusan)                                                                                               | 경남 창원시 안곡동 46 해군사관학교 박물관                    | .                    | 2010년 6월 25일 지정                                     |      |
| 464호 |      | 휴전협정 조인시 사용 책상 (休戰協定 調印時 使用 冊床) (Table Used for the Signing of the Korean Armistice Agreement)                                                | 서울 용산구                                                  | .                    | 2010년 6월 25일 지정                                     |      |
| 465호 |      | 의병장 김도현 칼 (義兵將 金道鉉 칼) (Knife of Kim Do-hyeon, Righteous Army Commander)                                                                               | 충남 천안시 동남구 목천읍 남화리 230 독립기념관              | .                    | 2010년 6월 25일 지정                                     |      |
| 466호 |      | 엄복동 자전거 (嚴福童 自轉車) (Eom Bok-dong's Bicycle) | 서울 강동구                                                  | 김근우               | 2010년 8월 24일 지정                                     |      |
| 467호 |      | 전차 381호 (電車 381號) (Streetcar No. 381) | 서울 종로구 새문안로 50, 서울역사박물관 (신문로2가,시티빌딩) | 서울특별시           | 2010년 8월 24일 지정                                     |      |
| 468호 |      | 명신여학교 태극기·현판·완문 (明新女學校 太極旗·懸板·完文) (Taegeukgi, Signboard, and Official Document of Myeongsin School for Girls)                               | 서울 강남구                                                  | 숙명여자고등학교     | 2010년 8월 24일 지정                                     |      |
| 469호 |      | 고흥 순천교도소 구 소록도지소 (高興 順天矯導所 舊 小鹿島支所 女舍洞) (Female Dormitory of Former Suncheon Correctional Institution, Sorokdo Island Branch, Goheung) | 전남 고흥군                                                  | 법무부장관           | 2010년 8월 24일 지정, 2018년 7월 6일 명칭변경            |      |

### 2011년 지정
| 번호    | 사진 | 명칭 | 소재지                                                 | 관리자 (단체)                | 지정일                | 참조 |
| 470-1호 |      | 김소월 시집 진달래꽃 (金素月 詩集 진달래꽃) (Jindallaekkot (Azalea Flowers), Book of Poems by Kim So-wol)                          | 서울 금천구 금하로 816 (시흥동,벽산5단지아파트)        | 윤길수                       | 2011년 2월 25일 지정  |      |
| 470-2호 |      | 김소월 시집 진달래꽃 (金素月 詩集 진달래꽃) (Jindallaekkot (Azalea Flowers), Book of Poems by Kim So-wol)                          | 서울 중구 서소문로11길 19, 배재학당 역사박물관 (정동)  | 배재학당 역사박물관          | 2011년 2월 25일 지정  |      |
| 470-3호 |      | 김소월 시집 진달래꽃 (金素月 詩集 진달래꽃) (Jindallaekkot (Azalea Flowers), Book of Poems by Kim So-wol)                          | 서울 송파구 올림픽로4길 15,(잠실동,아시아선수촌아파트) | 이기문                       | 2011년 2월 25일 지정  |      |
| 470-4호 |      | 김소월 시집 진달래꽃 (金素月 詩集 진달래꽃) (Jindallaekkot (Azalea Flowers), Book of Poems by Kim So-wol)                          | 서울 성북구 성북로 49 운석빌딩                         | 화봉문고                     | 2011년 2월 25일 지정  |      |
| 471호   |      | 남양주 흥국사 대방 (南楊州 興國寺 大房) (Daebang Hall of Heungguksa Temple, Namyangju)                                             | 경기 남양주시 별내면 덕릉로1071번길 58 (덕송리)        | 대한불교 조계종흥국사 흥국사 | 2011년 4월 29일 지정  |      |
| 472호   |      | 공주 제일교회 (公州 第一敎會) (Jeil Church, Gongju)                                                                                | 충남 공주시 제민1길 18 (봉황동)                        | .                            | 2011년 6월 20일 지정  |      |
| 473호   |      | 예산 수덕사 만공탑 (禮山 修德寺 萬空塔) (Stupa of Buddhist Monk Mangong at Sudeoksa Temple, Yesan)                                 | 충남 예산군 덕산면 사천리 산1-1 수덕사                 | 수덕사                       | 2011년 8월 24일 지정  |      |
| 474호   |      | 광복군가집 제1집 (光復軍歌集 第1集) (Collection of Marching Songs of the Liberation Army, Vol. 1)                                  | 부산 서구                                              | 한종수                       | 2011년 8월 24일 지정  |      |
| 475호   |      | 애국창가 악보집 (愛國唱歌 樂譜集) (Collection of Patriotic Songs)                                                                  | 충남 천안시 동남구 목천읍 삼방로95 독립기념관          | 독립기념관                   | 2011년 8월 24일 지정  |      |
| 476호   |      | 안익태 대한국애국가 자필악보 (安益泰 大韓國愛國歌 自筆樂譜) (An Ik-tae's Hand-written Sheet Music of the National Anthem of Korea) | 충남 천안시 동남구 목천읍 삼방로95 독립기념관          | 독립기념관                   | 2011년 8월 24일 지정  |      |
| 477호   |      | 빅타레코드 금속 원반 (빅타레코드 金屬 圓盤) (Master Stampers of Victor Records)                                                    | 서울 종로구 세종로 1-1                                 | .                            | 2011년 10월 17일 지정 |      |
| 478호   |      | 찬양가 (讚揚歌) (Hymnal) | 서울 서대문구 연세로 50                                | .                            | 2011년 10월 17일 지정 |      |
| 479호   |      | 홍난파 동요 악보 원판 (洪蘭坡 童謠 樂譜 圓板) (Original Sheet Music Plate of Hong Lanpa's Nursery Song)                            | 경기 용인시 기흥구 죽전로 152                          | .                            | 2011년 10월 17일 지정 |      |
| 480호   |      | 배재학당 피아노 (培材學堂 피아노) (Piano at Pai Chai School)                                                                       | 서울 중구 서소문로 11길 19                             | .                            | 2011년 10월 17일 지정 |      |
| 481호   |      | 영광 원불교 영산대각전 (靈光 圓佛敎 靈山大覺殿) (Yeongsandaegakjeon Hall of Won-Buddhism, Yeonggwang)                              | 전남 영광군 백수읍 길용리 3번지                        | .                            | 2011년 10월 19일 지정 |      |
| 482호   |      | 배설 만사집 (배설 輓詞集) (Collection of Eulogies for Ernest T. Bethell)                                                           | 서울 종로구 세종로 139 동아일보 신문박물관             | .                            | 2011년 12월 15일 지정 |      |
| 483호   |      | 배설 유품 (배설 遺品) (Mementos of Ernest T. Bethell)                                                                              | 서울 종로구 세종로 139 동아일보 신문박물관             | .                            | 2011년 12월 15일 지정 |      |
| 484-1호 |      | 일제강점기 문자보급교재 (日帝强占期 文字普及敎材) (Textbook for Hangeul Literacy During the Japanese Occupation)                   | 서울 종로구 세종로 139 동아일보 신문박물관             | .                            | 2011년 12월 15일 지정 |      |
| 484-2호 |      | 일제강점기 문자보급교재 (日帝强占期 文字普及敎材) (Textbook for Hangeul Literacy During the Japanese Occupation)                   | 서울 중구 세종대로 21길 52 조선일보 사료관             | .                            | 2011년 12월 15일 지정 |      |

### 2012년 지정
| 번호    | 사진 | 명칭 | 소재지                                                | 관리자 (단체)                   | 지정일                | 참조                                     |
| 485호   |      | 백악춘효 (白岳春曉) (Baegak chunhyo (Baegaksan Mountain in a Spring Morning))                                                                        | 서울 용산구 서빙고로 137, 국립중앙박물관 (용산동6가)  | 국립중앙박물관                  | 2012년 2월 16일 지정  |                                          |
| 486호   |      | 운낭자상 (雲娘子像) (Unnangjasang (Portrait of Lady Un))                                                                                             | 서울 용산구 서빙고로 137, 국립중앙박물관 (용산동6가)  | 국립중앙박물관                  | 2012년 2월 16일 지정  |                                          |
| 487호   |      | 부채를 든 자화상 (부채를 든 自畫像) (Self-portrait Holding a Fan)                                                                                    | 경기 과천시 광명길 209 (국립현대미술관)               | 국립현대미술관                  | 2012년 2월 16일 지정  |                                          |
| 488호   |      | 청춘의 십자로 (靑春의 十字路) (Cheongchunui sipjaro (Turning Point of the Youngsters))                                                               | 서울 마포구 월드컵 북로 400 (한국 영상 자료원)        | 한국영상자료원                  | 2012년 2월 16일 지정  |                                          |
| 489호   |      | 제11회 베를린올림픽 마라톤 우승 유물 (第十一回 베를린올림픽 마라톤 優勝 遺物) (Prizes for the Marathon Winner at the 1936 Berlin Olympics)           | 서울 중구 손기정로 101                                | 손기정 기념재단                 | 2012년 4월 18일 지정  |                                          |
| 490호   |      | 제14회 런던올림픽 후원권 (第十四回 런던올림픽 後援券) (Ticket for Sponsoring the Korean National Team Participating in the 1948 London Olympics)     | 서울 노원구 화랑로 727 한국체육박물관                 | 대한체육회                      | 2012년 4월 18일 지정  |                                          |
| 491-1호 |      | 이원순 유물 (李元淳 遺物) (Artifacts Used by Yi Won-sun)                                                                                             | 서울 노원구 화랑로 727 한국체육박물관                 | 대한체육회                      | 2012년 4월 18일 지정  |                                          |
| 491-2호 |      | 이원순 유물 (李元淳 遺物) (Artifacts Used by Yi Won-sun)                                                                                             | 충남 천안시 동남구 목천읍 삼방로 95 독립기념관        | 독립기념관                      | 2012년 4월 18일 지정  |                                          |
| 492호   |      | 제14회 런던올림픽 참가 페넌트 (第十四回 런던올림픽 參加 페넌트) (Pennant Used by the Korean National Team Participating in the 1948 London Olympics) | 서울 노원구 화랑로 727 한국체육박물관                 | 대한체육회                      | 2012년 4월 18일 지정  |                                          |
| 493호   |      | 제1회 아시안컵 축구대회 우승컵 (第一回 아시안컵 蹴球大會 優勝컵) (Trophy of the First Asian Cup Championship)                                        | 서울 노원구 화랑로 727 한국체육박물관                 | 대한체육회                      | 2012년 4월 18일 지정  |                                          |
| 494호   |      | 부산 전차 (釜山 電車) (Streetcar of Busan) | 부산 서구 구덕로 225 동아대학교박물관                 | 동아대학교                      | 2012년 4월 18일 지정  |                                          |
| 495호   |      | 러들로 흉판 (러들로 胸板) (Bust Plaque of Alfred Ludlow)                                                                                             | 서울 서대문구 성산로 250                              | 연세대학교 동은의학박물관       | 2012년 6월 19일 지정  |                                          |
| 496호   |      | 최송설당 상 (崔松雪堂 像) (Statue of Choe Songseoldang)                                                                                              | 경북 김천시 송설로 90                                 | 학교법인 송설당교육재단         | 2012년 6월 19일 지정  |                                          |
| 497호   |      | 청송 소류정 (靑松 小流亭) (Soryujeong Pavilion, Cheongsong)                                                                                          | 경북 청송군                                           | 장옥순                          | 2012년 8월 9일 지정   |                                          |
| 498호   |      | 청년단 야구대회 우승기 (靑年團野球大會 優勝旗) (Pennant of the National Youth Baseball Championship)                                                 | 서울 노원구 화랑로 727 한국체육박물관                 | 한국체육박물관                  | 2012년 8월 13일 지정  |                                          |
| 499호   |      | 전국체육대회 우승기, 2위기, 3위기 (全國體育大會 優勝旗, 二位旗, 三位旗) (Pennants of the National Sports Festival)                                   | 서울 노원구 화랑로 727 한국체육박물관                 | 한국체육박물관                  | 2012년 8월 13일 지정  |                                          |
| 500호   |      | 연덕춘 골프채 (延德春 골프채) (Golf Clubs Used by Yeon Deok-chun)                                                                                    | 충남 천안시 동남구 목천읍 삼방로 95 독립기념관        | 독립기념관                      | 2012년 8월 13일 지정  |                                          |
| 501호   |      | 새미리 수영복 (새미리 水泳服) (Sammy Lee's Swimming Suits)                                                                                           | 충남 천안시 동남구 목천읍 삼방로 95 독립기념관        | 독립기념관                      | 2012년 8월 13일 지정  |                                          |
| 502호   |      | 필야정 시지 (必也亭 試紙) (Competition Records of Piryajeong Archery Ground)                                                                         | 전북 정읍시 내장산로 370-12 정읍시립박물관            | 정읍시립박물관                  | 2012년 8월 13일 지정  |                                          |
| 503호   |      | 청강 김영훈 진료기록물 (晴崗 金永勳 診療 記錄物) (Medical Records by Kim Yeong-hun)                                                                  | 서울 동대문구 경희대로 26 경희대학교 한의학역사박물관 | 경희대학교한의학역사박물관      | 2012년 8월 13일 지정  |                                          |
| 504호   |      | 애국가 유성기 음반 (愛國歌 留聲機 音盤) (Phonograph Record of the National Anthem of Korea)                                                          | 충남 천안시 동남구 목천읍 삼방로 95 독립기념관        | 독립기념관                      | 2012년 10월 17일 지정 |                                          |
| 505호   |      | 한성순보 (漢城旬報) (Hanseong sunbo (Hanseong Ten-Daily))                                                                                            | 서울 관악구 관악로 1서울대 중앙도서관                 | 서울대 중앙도서관               | 2012년 10월 17일 지정 |                                          |
| 506호   |      | 독립신문 (獨立新聞) (Dongnip sinmun (The Independent))                                                                                               | 서울 서대문구 연세로 50 연세대학교                    | 연세대학교 학술정보원           | 2012년 10월 17일 지정 |                                          |
| 507호   |      | 협성회회보 (協成會 會報) (Weekly Newspaper Published by the Mutual Friendship Society of Pai Chai School)                                            | 서울 서대문구 연세로 50 연세대학교                    | 연세대학교 학술정보원           | 2012년 10월 17일 지정 |                                          |
| 508호   |      | 매일신문 (每日新聞) (Maeil sinmun (Daily Newspaper))                                                                                                 | 서울 서대문구 연세로 50 연세대학교                    | 연세대학교 학술정보원           | 2012년 10월 17일 지정 |                                          |
| 509-1호 |      | 대한매일신보 (大韓每日申報) (Daehan maeil sinbo (The Korea Daily News))                                                                              | 서울 서초구 반포대로 201 국립중앙도서관               | 국립중앙도서관                  | 2012년 10월 17일 지정 |                                          |
| 509-2호 |      | 대한매일신보 (大韓每日申報) (Daehan maeil sinbo (The Korea Daily News))                                                                              | 서울 종로구 효자로 12 국립고궁박물관                  | 국립고궁박물관                  | 2012년 10월 17일 지정 |                                          |
| 509-3호 |      | 대한매일신보 (大韓每日申報) (Daehan maeil sinbo (The Korea Daily News))                                                                              | 서울 관악구 관악로 1 서울대 중앙도서관                | 서울대 중앙도서관               | 2012년 10월 17일 지정 |                                          |
| 510-1호 |      | 독립신문 상해판 (獨立新聞 上海版) (Dongnip sinmun (The Independent) Published in Shanghai)                                                           | 서울 서대문구 연세로 50                               | 연세대학교 학술정보원           | 2012년 10월 17일 지정 |                                          |
| 511호   |      | 친목회회보 (親睦會會報) (Quarterly Magazine Published by the Korean Students' Association in Japan)                                                  | 서울 서대문구 연세로 50                               | 연세대학교 학술정보원           | 2012년 10월 17일 지정 |                                          |
| 512호   |      | 대조선독립협회회보 (大朝鮮獨立協會會報) (Magazine Published by the Independence Club)                                                                | 서울 관악구 관악로 1 서울대 중앙도서관                | 서울대 중앙도서관               | 2012년 10월 17일 지정 |                                          |
| 513호   |      | 목포 천주교 구 교구청 (木浦 天主敎 舊 敎區廳) (Former Building of Catholic Diocese of Mokpo)                                                         | 전남 목포시 산정동 74-1                               | 재단법인 광주구천주교회유지재단 | 2012년 10월 17일 지정 |                                          |
| 514호   |      | 서울 이준 묘소 (서울 李儁 墓所) (Tomb of Yi Jun, Seoul)                                                                                              | 서울 강북구 수유동 산127-1                            | .                               | 2012년 10월 19일 지정 |                                          |
| 515호   |      | 서울 손병희 묘소 (서울 孫秉熙 墓所) (Tomb of Son Byeong-hui, Seoul)                                                                                  | 서울 강북구 우이동 산28-1                             | .                               | 2012년 10월 19일 지정 |                                          |
| 516호   |      | 서울 이시영 묘소 (서울 李始榮 墓所) (Tomb of Yi Si-yeong, Seoul)                                                                                     | 서울 강북구 수유동 산127-1                            | .                               | 2012년 10월 19일 지정 |                                          |
| 517호   |      | 서울 안창호 묘소 (서울 安昌浩 墓所) (Tomb of An Chang-ho, Seoul)                                                                                     | 서울 강남구 신사동 649-9                              | .                               | 2012년 10월 19일 지정 |                                          |
| 518호   |      | 서울 김창숙 묘소 (서울 金昌淑 墓所) (Tomb of Kim Chang-suk, Seoul)                                                                                   | 서울 강북구 수유동 산127-4                            | .                               | 2012년 10월 19일 지정 |                                          |
| 519호   |      | 구리 한용운 묘소 (구리 韓龍雲 墓所) (Tomb of Han Yong-un, Guri)                                                                                      | 경기 구리시 교문동 산84-2                             | .                               | 2012년 10월 19일 지정 |                                          |
| 520호   |      | 서울 신익희 묘소 (서울 申翼熙 墓所) (Tomb of Sin Ik-hui, Seoul)                                                                                      | 서울 강북구 수유동 산127-1, 산74-3                    | .                               | 2012년 10월 19일 지정 |                                          |
| 521호   |      | 서울 방학동 전형필 가옥 (서울 放鶴洞 全鎣弼 家屋) (Tomb of Sin Ik-hui, Seoul)                                                                        | 서울 도봉구 방학동 430번지 외 1                       | .                               | 2012년 12월 14일 지정 |                                          |
| 522호   |      | 남양주 봉선사 큰법당 (南楊州 奉先寺 큰法堂) (Main Buddha Hall of Bongseonsa Temple, Namyangju)                                                       | 경기 남양주시 진접읍 부평리 255번지                   | .                               | 2012년 12월 14일 지정 |                                          |
| 523호   |      | 말모이 원고 (Manuscript of Malmoi (The First Korean Dictionary))                                                                                     | 서울 영등포구                                         | .                               | 2012년 12월 24일 지정 | 2020년 12월 22일 보물 제2085호 지정      |
| 524호   |      | 조선말 큰사전 원고 (Manuscript of Joseon mal keun sajeon (The Comprehensive Korean Language Dictionary))                                             | 서울 종로구 새문안로 3길 7                            | .                               | 2012년 12월 24일 지정 | 2020년 12월 22일 일부 보물 제2086호 지정 |
| 524-2호 |      | 조선말 큰사전 원고 (Manuscript of Joseon mal keun sajeon (The Comprehensive Korean Language Dictionary))                                             | 충남 천안시 동남구 목천읍 삼방로 95                   | .                               | 2012년 12월 24일 지정 | 2020년 12월 22일 보물 제2086호 지정      |
| 525호   |      | 국한회어 (國漢會語) (Gukhan hoeeo (Korean Language Dictionary))                                                                                      | 서울 관악구 관악로 1 서울대학교 규장각 한국학연구원   | .                               | 2012년 12월 24일 지정 |                                          |
| 526호   |      | 국어문법 원고 (國語文法 원고) (Manuscript of Gugeo munbeop (Korean Grammar))                                                                         | 서울 종로구 새문안로 3길 7                            | .                               | 2012년 12월 24일 지정 |                                          |
| 527호   |      | 국문연구안 (國文硏究案) (Gungmun yeonguan (Research Report on Korean Letters))                                                                       | 서울 성북구 안암로 145 고려대학교 도서관              | .                               | 2012년 12월 24일 지정 |                                          |
| 528-1호 |      | 국문정리 (國文正理) (Gungmun jeongni (Research Report on Korean Grammar))                                                                            | 서울 마포구 백범로 35 서강대학교 로욜라 도서관        | .                               | 2012년 12월 24일 지정 |                                          |
| 528-2호 |      | 국문정리 (國文正理) (Gungmun jeongni (Research Report on Korean Grammar))                                                                            | 경기 성남시 분당구 하오개로 323 한국학중앙연구원      | .                               | 2012년 12월 24일 지정 |                                          |
| 529-1호 |      | 전보장정 (電報章程) (Jeonbo jangjeong (Regulations for Telegraphic Communication))                                                                   | 서울 서초구 반포대로 201 국립중앙도서관               | .                               | 2012년 12월 24일 지정 |                                          |
| 529-2호 |      | 전보장정 (電報章程) (Jeonbo jangjeong (Regulations for Telegraphic Communication))                                                                   | 경기 성남시 분당구하오개로 323                        | .                               | 2012년 12월 24일 지정 |                                          |

### 2013년 지정
| 번호    | 사진 | 명칭 | 소재지                                                          | 관리자 (단체)                      | 지정일                                                                                 | 참조 |
| 530호   |      | 서울 여운형 묘소 (Yeo Un-hyeong's Tomb, Seoul) | 서울 강북구 우이동 106-1                                        | .                                  | 2013년 2월 21일 지정                                                                   |      |
| 531호   |      | 신록 (新綠) (Sillok (Verdure) | 서울 성북구 안암로 145 고려대학교 박물관                        | .                                  | 2013년 2월 21일 지정                                                                   |      |
| 532호   |      | 초동 (初冬) (Chodong (Early Winter Scene) | 경기 과천시 광명로 313 국립현대미술관                           | .                                  | 2013년 2월 21일 지정                                                                   |      |
| 533호   |      | 시골소녀 (시골少女) (Sigol sonyeo (A Country Girl) | 경기 과천시 광명로 313 국립현대미술관                           | .                                  | 2013년 2월 21일 지정                                                                   |      |
| 534호   |      | 가족도 (家族圖) (Gajokdo (A Family) | 대전 서구                                                       | .                                  | 2013년 2월 21일 지정                                                                   |      |
| 535호   |      | 론도 (Rondo) | 경기 과천시 광명로 313 국립현대미술관                           | .                                  | 2013년 2월 21일 지정                                                                   |      |
| 536호   |      | 남향집 (南向집) (Namhyangjip (A House Facing South)) | 경기 과천시 광명로 313 국립현대미술관                           | .                                  | 2013년 2월 21일 지정                                                                   |      |
| 537호   |      | 토끼와 원숭이 (Tokkiwa wonsungi (A Rabbit and a Monkey))                                                                                                  | 경기 부천시 원미구 길주로 1 한국만화영상진흥원                  | .                                  | 2013년 2월 21일 지정                                                                   |      |
| 538-1호 |      | 고바우 영감 원화 (고바우 令監 原畫) (Original Drawings of Gobau yeonggam (Mr. Gobau))                                                                     | 경기 성남시                                                     | .                                  | 2013년 2월 21일 지정                                                                   |      |
| 538-2호 |      | 고바우 영감 원화 (고바우 令監 原畫) (Original Drawings of Gobau yeonggam (Mr. Gobau))                                                                     | 경기 안산시 단원구 능안로 70                                    | .                                  | 2013년 2월 21일 지정                                                                   |      |
| 539호   |      | 엄마찾아 삼만리 원화 (엄마찾아 三萬理 原畫) (Original Drawings of Eomma chaja sammalli (30,000 Ri in Search of Mother))                                   | 경기 부천시 원미구 길주로 1                                     | .                                  | 2013년 2월 21일 지정                                                                   |      |
| 540호   |      | 영암선 개통 기념비 (榮巖線 開通 紀念碑) (Monument for the Opening of the Yeongam Railroad Line)                                                           | 경북 봉화군                                                     | .                                  | 2013년 2월 21일 지정                                                                   |      |
| 541호   |      | 박문서관 목판 일괄 (博文書舘 木板 一括) (Printing Woodblocks Used by Bangmun Seogwan Publishing Company)                                                  | 경북 안동시 도산면 퇴계로 1997                                  | 한국국학진흥원                     | 2013년 4월 17일 지정                                                                   |      |
| 542호   |      | 구 김포성당 (舊 金浦聖堂) (Former Gimpo Catholic Church)                                                                                                  | 경기 김포시 북변동 261-3                                        | 재단법인 인천교구 천주교회유지재단 | 2013년 4월 18일 지정                                                                   |      |
| 543-2호 |      | 보병 부장 예복(이도재) | 서울 노원구 화랑로 574                                          | 육군박물관                         | 2013년 8월 27일 지정                                                                   |      |
| 544호   |      | 김선희 혼례복 (金善姬 婚禮服) (Wedding Dress Worn by Kim Seon-hui)                                                                                        | 서울 성북구                                                     | 김은영                             | 2013년 8월 27일 지정                                                                   |      |
| 545호   |      | 이해상 내외 상복 (이해상 內外 喪服) (Mourning Clothes Worn by Yi Hae-sang and His Wife)                                                                   | 서울 강남구 삼성동 29                                           | 경운박물관                         | 2013년 8월 27일 지정                                                                   |      |
| 546호   |      | 판사 법복 (判事 法服) (Judge's Robe) | 서울 서초구 서초대로 219                                        | 대법원 법원도서관                  | 2013년 8월 27일 지정                                                                   |      |
| 547호   |      | 변호사 법복 (辯護士 法服) (Lawyer's Robe) | 서울 서초구 서초대로 219                                        | 대법원 법원도서관                  | 2013년 8월 27일 지정                                                                   |      |
| 548호   |      | 대한국독립협회지장 (大韓國獨立協會之章) (Official Seal of the Independence Club)                                                                          | 서울 서대문구 연세로 50                                         | 연세대학교박물관                   | 2013년 8월 27일 지정                                                                   |      |
| 549호   |      | 임시정부 법규 (臨時政府 法規) (Regulations of Korean Provisional Government)                                                                              | 서울 종로구                                                     | 대한민국역사박물관                 | 2013년 8월 27일 지정                                                                   |      |
| 550호   |      | 김붕준 일가 유물 (金朋濬 一家 遺物) (Artifacts Used by Kim Bung-jun and His Family)                                                                       | 서울 종로구                                                     | 대한민국역사박물관                 | 2013년 8월 27일 지정                                                                   |      |
| 551호   |      | 압사기 (壓寫機) (Coin Press Machine) | 대전 유성구 과학로 80-67                                        | 화폐박물관                         | 2013년 8월 27일 지정                                                                   |      |
| 552-1호 |      | 공병우 세벌식 타자기 (公丙禹 세벌式 打字機) (Typewriter Invented by Kong Byung-woo)                                                                       | 서울 동대문구 회기로 56                                         | (사)세종대왕기념사업회             | 2013년 8월 27일 지정                                                                   |      |
| 552-2호 |      | 공병우 세벌식 타자기 (公丙禹 세벌式 打字機) (Typewriter Invented by Kong Byung-woo)                                                                       | 서울 종로구                                                     | 이수창                             | 2013년 8월 27일 지정                                                                   |      |
| 553호   |      | 현대자동차 포니1 (現代自動車 포니1) (Hyundai Pony 1) | 경기 여주시 대신면 대신로 244                                   | 백중길                             | 2013년 8월 27일 지정                                                                   |      |
| 554호   |      | 해양조사연보 (海洋調査年報) (Annual Report of Hydrographical Observations)                                                                                | 부산 기장군 기장읍 해안로 152-1                                 | 국립수산과학원                     | 2013년 8월 27일 지정                                                                   |      |
| 555호   |      | 통일벼 유물 (統一벼 遺物) (Artifacts Related to Tongil Rice)                                                                                              | 경기 과천시 상하벌로 110                                        | 국립과천과학관                     | 2013년 8월 27일 지정                                                                   |      |
| 556호   |      | 전기로 (電氣爐) (Electric Furnace) | 충북 음성군 영산로 360                                          | 철박물관                           | 2013년 8월 27일 지정                                                                   |      |
| 557호   |      | 연세 101 아날로그 전자계산기 (Yonsei 101 Analogue Computer)                                                                                               | 서울 서대문구                                                   | 박상희                             | 2013년 8월 27일 지정                                                                   |      |
| 558호   |      | 아날로그 전자계산기 3호기 (延世 101 아날로그 電子計算機) (Analogue Computer No. 3)                                                                        | 서울 성동구 왕십리로 222                                        | 한양대학교박물관                   | 2013년 8월 27일 지정                                                                   |      |
| 559-1호 |      | 금성 라디오 A-501 (金星 라디오 A-501) (GoldStar Radio A-501)                                                                                              | 경기 이천시 마장면 지산로 167-72                                | (주)LG                             | 2013년 8월 27일 지정                                                                   |      |
| 559-2호 |      | 금성 라디오 A-501 (金星 라디오 A-501) (GoldStar Radio A-501)                                                                                              | 서울 종로구 세종대로 198                                        | 대한민국역사박물관                 | 2013년 8월 27일 지정                                                                   |      |
| 560호   |      | 금성 냉장고 GR-120 (金星 냉장고 GR-120) (GoldStar Refrigerator GR-120)                                                                                    | 경기 이천시 마장면 지산로 167-72                                | (주)LG                             | 2013년 8월 27일 지정                                                                   |      |
| 561-1호 |      | 금성 텔레비전 VD-191 (金星 텔레비전 VD-191) (GoldStar Television VD-191)                                                                                  | 경기 이천시 마장면 지산로 167-72                                | (주)LG                             | 2013년 8월 27일 지정                                                                   |      |
| 561-2호 |      | 금성 텔레비전 VD-191 (金星 텔레비전 VD-191) (GoldStar Television VD-191)                                                                                  | 서울 종로구 세종대로 198                                        | 대한민국역사박물관                 | 2013년 8월 27일 지정                                                                   |      |
| 562호   |      | 금성 세탁기 WP-181 (金星 세탁기 WP-181) (GoldStar Washing Machine WP-181)                                                                                 | 경기 이천시 마장면 지산로 167-72                                | (주)LG                             | 2013년 8월 27일 지정                                                                   |      |
| 563호   |      | 삼성전자 64K DRAM (三星電子 64K DRAM) (Samsung 64K DRAM)                                                                                                  | 경기 용인시 기흥구 삼성2로 95                                   | (주)삼성전자                       | 2013년 8월 27일 지정                                                                   |      |
| 564호   |      | 한글 1.0 패키지 (Hangul 1.0 Package) | 경기 성남시 분당구 대왕판교로644번길 49                         | (주)한글과컴퓨터                   | 2013년 8월 27일 지정 2016년 6월 15일 지정 해제 해당 사물은 한글 1.0이 아닌 1.20 패키지 |      |
| 565호   |      | 치도규칙 (治道規則) (Chido gyuchik (Treatise on the Road Management))                                                                                     | 서울 관악구 관악로 1, 1105동                                    | 서울대학교 규장각한국학연구원      | 2013년 8월 27일 지정                                                                   |      |
| 566-1호 |      | 과학조선 (科學朝鮮) (Gwahak Joseon (Science Magazine)) | 서울 서대문구 서대문구 연세로 50                                | 연세대학교                         | 2013년 8월 27일 지정                                                                   |      |
| 566-2호 |      | 과학조선 (科學朝鮮) (Gwahak Joseon (Science Magazine)) | 서울 성북구 안암로 145                                          | 고려대학교                         | 2013년 8월 27일 지정                                                                   |      |
| 567호   |      | 인천 구 대화조 사무소 (仁川 舊 大和組 事務所) (Former Daehwa Corporation Office, Incheon)                                                                 | 인천 중구 관동1가 17                                            | .                                  | 2013년 8월 29일 지정                                                                   |      |
| 568호   |      | 부산 경남고등학교 덕형관 (釜山 慶南高等學校 德馨館) (Former Daehwa Corporation Office, Incheon)                                                           | 부산 서구 동대신동 3가 1-1, 49, 1-28                            | .                                  | 2013년 10월 29일 지정                                                                  |      |
| 569호   |      | 인천 세관 구 창고와 부속동 (仁川 稅關 舊 倉庫와 附屬洞) (Former Storehouse and Annex Building of Incheon Customs Office)                                  | 인천 중구 항동 7가 1-47                                         | .                                  | 2013년 10월 29일 지정                                                                  |      |
| 570호   |      | 대구 구 교남 YMCA 회관 (大邱 舊 嶠南 YMCA 會館) (Former Gyonam YMCA Building, Daegu)                                                                      | 대구 중구 남성로 24                                             | .                                  | 2013년 10월 29일 지정                                                                  |      |
| 571호   |      | 예천 윤우식 생가 (醴泉 尹雨植 生家) (Birthplace of Yun U-sik, Yecheon)                                                                                    | 경북 예천군                                                     | .                                  | 2013년 10월 29일 지정                                                                  |      |
| 572호   |      | 거창 구 자생의원 (居昌 舊 慈生醫院) (Former Jasaeng Hospital, Geochang)                                                                                   | 경남 거창군 거창읍 중앙리 283-6, 284-2, 285-1, 483-1            | .                                  | 2013년 10월 29일 지정                                                                  |      |
| 573호   |      | 대한성공회 부산주교좌성당 (大韓聖公會 釜山主敎座聖堂) (Busan Cathedral of the Anglican Church of Korea)                                                   | 부산 중구 대청동4가 94                                          | .                                  | 2013년 10월 29일 지정                                                                  |      |
| 574호   |      | 기와 생산도구 (기와 生産道具) (Roof Tile Making Machines)                                                                                                 | 경북 고령군 개진면 구곡리                                       | 고령기와                           | 2013년 12월 20일 지정                                                                  |      |
| 575호   |      | 조선건축 (朝鮮建築) (Joseon Geonchuk (Architecture Magazine) 서울)                                                                                        | 서울 영등포구                                                   | 김종영                             | 2013년 12월 20일 지정                                                                  |      |
| 576호   |      | 한중영문중국판 한국애국가 악보 (韓中英文中國版 韓國愛國歌 樂譜) (Sheet Music of the National Anthem of Korea with Lyrics in Korean, Chinese, and English) | 경기 성남시                                                     | 박원호                             | 2013년 12월 20일 지정                                                                  |      |
| 577호   |      | 연구용 원자로 TRIGA Mark-Ⅱ (硏究用 原子爐 TRIGA Mark-Ⅱ) (Research Reactor TRIGA Mark-Ⅱ)                                                                   | 서울 노원구 공릉동                                              | 한국원자력연구원                   | 2013년 12월 20일 지정                                                                  |      |
| 578호   |      | 포천 방어벙커 (抱川 防禦벙커) (Defense Bunker, Pocheon)                                                                                                   | 경기 포천시 신북면 기지리 42-2                                  | .                                  | 2013년 12월 20일 지정                                                                  |      |
| 579호   |      | 구 만경강 철교 (舊 萬頃江 鐵橋) (Mangyeonggang Railroad Bridge)                                                                                           | 전북 전주시 덕진구 화전동 969, 969-1 · 완주군 삼례읍 후정리 820 | .                                  | 2013년 12월 20일 지정                                                                  |      |
| 580호   |      | 완주 구 삼례양곡창고 (完州 舊 參禮 糧穀倉庫) (Former Granary of Samnye, Wanju)                                                                            | 전북 완주군 삼례읍 후정리 247-1번지                             | .                                  | 2013년 12월 20일 지정                                                                  |      |
| 581호   |      | 대구 삼덕초등학교 구 관사 (大邱 三德初等學校 舊 官舍) (Former Official Residence of Samduck Elementary School)                                            | 대구 중구 삼덕동 3가 221                                        | .                                  | 2013년 12월 20일 지정                                                                  |      |
| 582호   |      | 진주 배영초등학교 구 본관 (晉州 培英初等學校 舊 本館) (Former Main Building of Baeyeong Elementary School, Jinju 경남)                                    | 경남 진주시 중안동 14-9, 17                                     | .                                  | 2013년 12월 20일 지정                                                                  |      |
| 583호   |      | 서울 흥천사 대방 (서울 興天寺 大房) (Daebang Hall of Heungcheonsa Temple, Seoul)                                                                          | 서울 성북구 돈암동 595                                          | .                                  | 2013년 12월 20일 지정                                                                  |      |

### 2014년 지정
| 번호  | 사진 | 명칭 | 소재지                                                                       | 관리자 (단체)                        | 지정일                | 참조 |
| 584호 |      | 서울 경기상업고등학교 본관 및 청송관 (서울 京畿商業高等學校 本館 및 聽松館) (Main Building and Cheongsong Hall of Gyeonggi Commercial High School, Seoul) | 서울 종로구 자하문길 136                                                     | .                                    | 2014년 2월 27일 지정  |      |
| 585호 |      | 서울 기상관측소 (서울 氣象觀測所) (Seoul Weather Station)                                                                                                 | 서울 종로구 송월동 1-1, 신문로2가 1-428, 429, 430                            | .                                    | 2014년 2월 27일 지정  |      |
| 586호 |      | 서울 구 공간사옥 (서울 舊 空間社屋) (Former Building of Space Group, Seoul)                                                                               | 서울 종로구 원서동 219, 221-1, 140-1                                         | .                                    | 2014년 2월 27일 지정  |      |
| 587호 |      | 개성 복식부기 장부 (開城 複式簿記 帳簿) (Double-entry Account Books from Gaeseong)                                                                        | 경기 고양시 일산서구 대선로                                                  | .                                    | 2014년 2월 26일 지정  |      |
| 588호 |      | 구 목포부청 서고 및 방공호 (舊 木浦府廳 書庫 및 防空壕) (Archive Building and Air-raid Shelter of Former Mokpo-bu Office)                                 | 전남 목포시 대의동2가 1-5                                                    | 목포시                               | 2014년 4월 29일 지정  |      |
| 589호 |      | 광주 조선대학교 부속중학교 구 교사 (光州 朝鮮大學校 附屬中學校 舊 校舍) (Former Chosun University Middle School Building, Gwangju)                        | 광주 동구 서석동 필문대로 309                                                | 학교법인 조선대학교                  | 2014년 7월 1일 지정   |      |
| 590호 |      | 광주 조선대학교 의과대학 본관 (光州 朝鮮大學校 醫學大學 本館) (Main Building of College of Medicine of Chosun University, Gwangju)                        | 광주 동구 필문대로 365 (학동, 조선대학교병원)                                | 조선대학교                           | 2014년 7월 1일 지정   |      |
| 591호 |      | 서천 구 장항미곡창고 (舒川 舊 長項米穀倉庫) (Former Granary of Janghang, Seocheon)                                                                        | 충남 서천군 장항읍 창선1리 308                                               | 서천군                               | 2014년 7월 1일 지정   |      |
| 592호 |      | 고양 흥국사 대방 (高陽 興國寺 大房) (Daebang Hall of Heungguksa Temple, Goyang)                                                                           | 경기 고양시 덕양구 흥국사길 82 (지축동, 흥국사)                              | 흥국사                               | 2014년 7월 1일 지정   |      |
| 593호 |      | 남양주 고안수위관측소 (南楊州 高安水位觀測所) (Water Level Observatory, Namyangju)                                                                        | 경기 남양주시 조안읍 능내리 825                                              | 국(국토교통부)                       | 2014년 7월 1일 지정   |      |
| 594호 |      | 양평 지평양조장 (楊平 砥平釀造場) (Jipyeong Brewery, Yangpyeong)                                                                                          | 경기 양평군 지평면 지평리 551-2                                              | 국유,사유                            | 2014년 7월 1일 지정   |      |
| 595호 |      | 임실 회문망루 (任實 回文望樓) | 전북 임실군 덕치면 회문리 100-1, 101-7                                       | 경찰청,국토교통부                    | 2014년 9월 1일 지정   |      |
| 596호 |      | 임실 운암망루 (任實 雲岩望樓) | 전북 임실군 운암면 운암리 640-8, 847-1, 산150-20                             | 국토교통부                           | 2014년 9월 1일 지정   |      |
| 597호 |      | 구 수원문화원 (舊 水原文化院) | 경기 수원시 팔달구 교동 74-1, 74-2                                           | 수원시                               | 2014년 9월 1일 지정   |      |
| 598호 |      | 구 수원시청사 (舊 水原市廳舍) | 경기 수원시 팔달구 교동 74-1, 75-1, 76, 226-22                               | 수원시                               | 2014년 9월 1일 지정   |      |
| 599호 |      | 고양 행주수위관측소 (高陽 幸州水位觀測所) | 경기 고양시 덕양구 행주내동 78-9,64                                          | 고양시                               | 2014년 9월 1일 지정   |      |
| 600호 |      | 구 조선식량영단 군산출장소 (舊 朝鮮食糧營團 群山出張所)                                                                                                   | 전북 군산시 영화동 14-2, 14-3                                                | 군산시                               | 2014년 9월 1일 지정   |      |
| 601호 |      | 강경 갑문 | 충남 논산시 강경읍 황산리 198, 198-3, 198-4, 서창리 149                      | 국토교통부                           | 2014년 9월 1일 지정   |      |
| 602호 |      | 강경 채운산배수지 | 충남 논산시 강경읍 채산리 산 18-1, 439-1                                     | 논산시                               | 2014년 9월 1일 지정   |      |
| 603호 |      | 조선지질도 | 대전 유성구 과학로 124                                                       | 한국지질자원연구원                   | 2014년 9월 2일 지정   |      |
| 604호 | .    | 대한지질도 | 대전 유성구 과학로 124                                                       | 한국지질자원연구원                   | 2014년 9월 2일 지정   |      |
| 605호 |      | 만화 코주부삼국지 | 경기 부천시 원미구 길주로 1                                                  | 한국만화영상진흥원                   | 2014년 9월 2일 지정   |      |
| 606호 |      | 유길준 단령 (兪吉濬 團領) | 서울 성북구 안암로 145 고려대학교박물관                                      | 고려대학교 (고려대학교박물관)        | 2014년 10월 29일 지정 |      |
| 607호 |      | 서재필 진료가운 | 충남 천안시 동남구 목천읍 삼방로 95 독립기념관                               | 독립기념관                           | 2014년 10월 29일 지정 |      |
| 608호 |      | 여운형 혈의 | 경기 양평군 양서면 몽양길66 몽양기념관                                       | 이혜원 (양평군청 몽양기념관)         | 2014년 10월 29일 지정 |      |
| 609호 |      | 유림 양복 | 충남 천안시 동남구 목천읍 삼방로 95 독립기념관                               | 독립기념관                           | 2014년 10월 29일 지정 |      |
| 610호 |      | 석주명 유품 | 경기 용인시 수지구 죽전로 152 단국대학교 석주선기념박물관                    | 단국대학교 (석주선기념박물관)        | 2014년 10월 29일 지정 |      |
| 611호 |      | 최현배 의복 | 울산 중구 병영12길 15 외솔기념관                                             | 울산광역시 중구청 (외솔기념관)       | 2014년 10월 29일 지정 |      |
| 612호 |      | 프란체스카 여사 의복과 소품 | 서울 종로구 율곡로 241-2(충신동, 수진빌딩 10층) 한국현대의상박물관           | 신혜숙 (한국현대의상박물관)          | 2014년 10월 29일 지정 |      |
| 613호 |      | 양단 아리랑 드레스 | 서울 종로구 율곡로 241-2(충신동, 수진빌딩 10층) 한국현대의상박물관           | 신혜숙 (한국현대의상박물관)          | 2014년 10월 29일 지정 |      |
| 614호 |      | 저항라 적삼 | 서울 강남구 삼성동 29 경기여자고등학교 경운박물관                            | 경기여고 경운박물관                  | 2014년 10월 29일 지정 |      |
| 615호 |      | 색복 장려 깃발 | 경기 고양시 덕양구 화중로 104번길 50 국립여성사전시관                        | 국립여성사전시관                     | 2014년 10월 29일 지정 |      |
| 616호 |      | 군용 담요 코트 | 서울 종로구 율곡로 241-2(충신동, 수진빌딩 10층) 한국현대의상박물관           | 신혜숙 (한국현대의상박물관)          | 2014년 10월 29일 지정 |      |
| 617호 |      | 양산 통도사 자장암 마애아미타여래삼존상 | 경남 양산시 하북면 통도사로 108                                              | 통도사 자장암                        | 2014년 10월 29일 지정 |      |
| 618호 |      | 청도 신둔사 영산보탑 및 탑비 | 경북 청도군 화양읍 화양남산길 355                                            | 신둔사                               | 2014년 10월 29일 지정 |      |
| 619호 |      | 김제 금산사 석고미륵여래입상 | 전북 김제시 금산면 모악5길 1                                                 | 금산사                               | 2014년 10월 29일 지정 |      |
| 620호 |      | 공주 신원사 소림원 석고미륵여래입상 | 충남 공주시 계룡면 신원사동길 1                                              | 신원사 소림원                        | 2014년 10월 29일 지정 |      |
| 621호 |      | 제주 정광사 소조미륵여래입상 | 제주 제주시 해안마을길 188                                                   | 정광사                               | 2014년 10월 29일 지정 |      |
| 622호 |      | 통영 용화사 괘불도 | 경남 통영시 봉수로 107-82                                                    | 용화사                               | 2014년 10월 29일 지정 |      |
| 623호 |      | 사천 다솔사 괘불도 | 경남 사천시 곤명면 다솔사길 417                                              | 다솔사                               | 2014년 10월 29일 지정 |      |
| 624호 |      | 진주 의곡사 괘불도 | 경남 진주시 의곡길 72                                                        | 의곡사                               | 2014년 10월 29일 지정 |      |
| 625호 |      | 완주 화암사 괘불도 | 전북 완주군 경천면 화암사길 271                                              | 화암사                               | 2014년 10월 29일 지정 |      |
| 626호 |      | 진안 천황사 괘불도 | 전북 진안군 정천면 수암길 54                                                 | 천황사                               | 2014년 10월 29일 지정 |      |
| 627호 |      | 예산 향천사 괘불도 및 오여래·사보살·팔금강도 | 충남 예산군 예산읍 향천사로 117-20                                           | 향천사                               | 2014년 10월 29일 지정 |      |
| 628호 |      | 대구 동화사 괘불도 | 대구 동구 동화사 1길 1                                                       | 동화사                               | 2014년 10월 29일 지정 |      |
| 629호 |      | 백용성 역 조선글화엄경 | 전북 장수군 번암면 죽림2길 31                                                | 죽림정사                             | 2014년 10월 29일 지정 |      |
| 630호 |      | 백용성 역 선한역 대방광불화엄경 원고 (鮮漢譯 大方廣佛華嚴經)                                                                                              | 전북 장수군 번암면 죽림2길 31                                                | 죽림정사                             | 2014년 10월 29일 지정 |      |
| 631호 |      | 백용성 역 신역대장경(금강마하반야바라밀경) | 전북 장수군 번암면 죽림2길 31                                                | 죽림정사                             | 2014년 10월 29일 지정 |      |
| 632호 |      | 백용성 역 조선어능엄경 (朝鮮語楞嚴經) | 전북 장수군 번암면 죽림2길 31                                                | 죽림정사                             | 2014년 10월 29일 지정 |      |
| 633호 |      | 순천 송광사 송광사사료집성 (松廣寺史料集成) | 전남 순천시 송광 면 송광사안길 100                                           | 송광사                               | 2014년 10월 29일 지정 |      |
| 634호 |      | 조계산 송광사사고 (曹溪山 松廣寺史庫) | 전남 순천시 송광면 송광사안길 100                                            | 송광사                               | 2014년 10월 29일 지정 |      |
| 635호 |      | 김룡사 사료수집 (金龍寺 史料蒐集) | 경북 김천시 대항면 직지사길 95                                               | 김룡사 (직지사)                      | 2014년 10월 29일 지정 |      |
| 636호 |      | 대본산 김룡사 본말사 연혁 원고 (大本山 金龍寺 本末寺 沿革)                                                                                                | 경북 김천시 대항면 직지사길 95                                               | 김룡사 (직지사)                      | 2014년 10월 29일 지정 |      |
| 637호 |      | 백용성 선사 만일선회 방함록 (萬日禪會 芳啣錄) | 경기 성남시 수정구 옛골로 42번지길 3                                         | 정토사                               | 2014년 10월 29일 지정 |      |
| 638호 |      | 채색필사본 대동여지도 | 서울 종로구 통일로 136                                                       | (재)한국연구원                       | 2014년 10월 29일 지정 |      |
| 639호 |      | 정암철교 (鼎岩鐵橋) | 경남 의령군 의령읍 정암리 산 1-2, 430-43, 함안군 군북면 월촌리 1943-1, 733-2 | 시설물/ 의령군, 토지/ 국(국토교통부) | 2014년 10월 30일 지정 |      |
| 640호 |      | 목포 문태고등학교 본관 | 전남 목포시 용당동 183                                                       | 학교법인 문태학원                    | 2014년 10월 30일 지정 |      |
| 641호 |      | 부산대학교 구 본관 | 부산 금정구 장전동 40                                                        | 국(교육부)                           | 2014년 10월 30일 지정 |      |
| 642호 |      | 부산대학교 무지개문 및 구 수위실 | 부산 금정구 장전동 40                                                        | 국(교육부)                           | 2014년 10월 30일 지정 |      |
| 643호 |      | 대전 대흥동성당 | 대전 중구 대흥동 189                                                         | 재단법인 대전교구천주교회유지재단    | 2014년 10월 30일 지정 |      |
| 644호 |      | 광주교육대학교 교육박물관 | 광주 북구 풍향동 1-1                                                         | 국(교육부)                           | 2014년 10월 30일 지정 |      |
| 645호 |      | 한암스님 가사 (한암스님 袈裟) | 강원 평창군 진부면 오산대로 374-8                                            | 월정사                               | 2014년 12월 26일 지정 |      |
| 646호 |      | 백용성 역 한글본『신역대장경』(금강경강의) | 전북 익산시 익산대로 460 원광대학교                                          | 원광대학교                           | 2014년 12월 26일 지정 |      |
| 647호 |      | 부산 구 백제병원 | 부산 동구 중앙대로 209번길 16                                                | 김성규, 정은숙                       | 2014년 12월 26일 지정 |      |